# Victor Millan
Joseph Brown, känd professionellt som Victor Millan, född 1 augusti 1920 i Los Angeles, död 3 april 2009 i Santa Monica, var en amerikansk skådespelare.
Millan hade bland annat roller i Orson Welles En djävulsk fälla (1958) och Brian De Palmas Scarface (1983).